# Râle de Waters
Sarothrura watersi
Espèce
Statut de conservation UICN

 EN C2a(i) : En danger
Le Râle de Waters (Sarothrura watersi) est une espèce d'oiseaux de la famille des Sarothruridae.

## Répartition
Cet oiseau est endémique des Hautes Terres de Madagascar.